# Oscar 2005
Cea de-a 77-a ediție a Premiilor Academiei Americane de Film a avut loc pe 27 februarie 2005 la Kodak Theatre din Hollywood, California. Gazda show-lui a fost Chris Rock.

## Cel mai bun film
- Million Dollar Baby
- The Aviator
- Finding Neverland
- Ray
- Sideways

## Cel mai bun regizor
- Clint Eastwood - Million Dollar Baby
- Martin Scorsese - The Aviator
- Taylor Hackford - Ray
- Alexander Payne - Sideways
- Mike Leigh - Vera Drake

## Cel mai bun actor
- Jamie Foxx - Ray
- Don Cheadle - Hotel Rwanda
- Johnny Depp - Finding Neverland
- Leonardo DiCaprio - The Aviator
- Clint Eastwood - Million Dollar Baby

## Cea mai bună actriță
- Hilary Swank - Million Dollar Baby
- Annette Bening - Being Julia
- Catalina Sandino Moreno - Maria Full of Grace
- Imelda Staunton - Vera Drake
- Kate Winslet - Eternal Sunshine of the Spotless Mind

## Cel mai bun actor în rol secundar
- Morgan Freeman - Million Dollar Baby
- Alan Alda - The Aviator
- Thomas Haden Church - Sideways
- Jamie Foxx - Collateral
- Clive Owen - Closer

## Cea mai bună actriță în rol secundar
- Cate Blanchett - The Aviator
- Laura Linney - Kinsey
- Virginia Madsen - Sideways
- Sophie Okonedo - Hotel Rwanda
- Natalie Portman - Closer

## Cel mai bun film de animație
- The Incredibles
- Shark Tale
- Shrek 2

## Cel mai bun film străin
- The Sea Inside (Spania)
- As It Is in Heaven (Suedia)
- The Chorus (Franța)
- Der Untergang (Downfall) (Germania)
- Yesterday (Africa de Sud)